# Макензен, Эберхард фон
Э́берхард фон Ма́кензен (нем. Eberhard von Mackensen; 24 сентября 1889, Бромберг, Германская империя — 19 мая 1969) — немецкий военачальник времён Первой и Второй мировых войн.

## Ранние годы
Родился в г. Бромберг в провинции Позен (сейчас г. Быдгощ, Польша) в семье немецкого генерала-фельдмаршала Августа фон Макензена.
В 1908 году поступил на военную службу. Первую мировую войну встретил в звании лейтенанта. После ранения в 1915 году, Макензену была поручена штабная работа. После окончания войны остался в рядах армии и к 1934 году получил звание полковника. В 1935 году был назначен начальником штаба 10-го армейского корпуса. В 1937 году стал командующим кавалерийской бригадой. В 1938 году был повышен в звании до генерал-майора. В мае 1939 года генерал Лист назначил Макензена своим начальником штаба.

## Вторая мировая война
К началу Второй мировой войны Эберхард фон Макензен занимал должность начальника штаба 14-й армии, которой командовал Лист, и вместе с ней участвовал в нападении на Польшу. После капитуляции Польши был назначен начальником штаба 12-й армии и направлен во Францию. 1 января 1940 года Макензен был повышен до генерал-лейтенанта, а спустя восемь месяцев — до генерала от кавалерии.

### На Восточном фронте
- В январе 1941 Макензен принял командование 3-м моторизованным корпусом в составе 1-й танковой группы (группа армий «Юг»). 27 июля 1941 был награждён Рыцарским крестом.
- 26 мая 1942 года получил Дубовые листья к Рыцарскому кресту, за действия под Харьковом и Барвенково в мае 1942 года (Операция «Фредерикус»).
- В ноябре 1942 сменил Эвальда фон Клейста на посту командующего 1-й танковой армии (бывшей танковой группы «Клейст»)[1]. 1-я танковая армия стала основной ударной силой при наступлении на Кавказ летом-осенью 1942 г.
- В марте 1943 1-я ТА под командованием Макензена принимала участие в отражении советского наступления на Украине (См. Третья битва за Харьков)
- 6 июля 1943 года Макензен получил звание генерал-полковника. 5 ноября был назначен командующим 14-й армией в Италии (начальником штаба которой он начинал войну). В июне 1944 года подал в отставку.

## Военные преступления
24 марта 1944 года в отместку за нападение партизан на колонну войск СС днем ранее, были расстреляны 335 гражданских заложников. Устный приказ о расстреле заложников был отдан Гитлером фельдмаршалу Кессельрингу, главнокомандующему немецкими войсками в Италии. Макензен в то время командовал 14-й армией и, следовательно, был подчинённым Кессельринга. В свою очередь, ему подчинялся военный комендант Рима Курт Мельцер.
Кессельринг приказал начальнику римского отделения Гестапо Герберту Каплеру расстрелять по 10 итальянцев за каждого убитого немца. По информации из других источников, такой приказ был отдан Макензеном. В любом случае, Макензен знал о готовящемся расстреле гражданского населения. Мельцер поручил своему подчинённому Эриху Прибке сформировать расстрельную команду и расстрелять заложников.

## После войны
После капитуляции Германии Макензен попал в плен к союзникам. В 1947 г. он предстал перед судом по обвинению в военных преступлениях. 6 мая 1947 г. был признан виновным и приговорён к смертной казни. Впоследствии смертный приговор заменили на тюремное заключение сроком на 21 год. 2 октября 1952 г. Эберхард фон Макензен был освобождён. Он умер 19 мая 1969 г. в посёлке Альт-Мюлендорф вблизи города Норторф в ФРГ.

## Награды
- Орден Альбрехта крест рыцаря 2-го класса (Королевство Саксония)
- Железный крест, 1-го и 2-го класса (1914)
  - Пряжки к железным крестам 1-го и 2-го класса (1939)
- Знак за ранение (чёрный) (1918)
- Почётный крест Первой мировой войны 1914/1918 (1934)
- Медаль «В память 13 марта 1938 года»
- Медаль «За выслугу лет в вермахте» с 4-го по 1-й класс
- Рыцарский крест Железного креста с Дубовыми листьями
  - Рыцарский крест (27 июля 1941)
  - Дубовые листья (№ 95) (26 мая 1942)
- Орден Михая Храброго 3-го класса (15 января 1943, Королевство Румыния)